# Live Oak (Texas)
Live Oak é uma cidade localizada no estado norte-americano do Texas, no Condado de Bexar.

## Demografia
Segundo o censo norte-americano de 2000, a sua população era de 9156 habitantes.
Em 2006, foi estimada uma população de 11.704, um aumento de 2548 (27.8%).

## Geografia
De acordo com o United States Census Bureau tem uma área de 12,2 km², dos quais 12,1 km² cobertos por terra e 0,1 km² cobertos por água.

## Localidades na vizinhança
O diagrama seguinte representa as localidades num raio de 8 km ao redor de Live Oak.